# Kwaśnica
La "kwaśnica" es un plato tradicional de la cocina montañesa polaca; la sopa se prepara con chucrut y carne. Suele comerse con patatas o pan.
Una buena "kwaśnica" debe ser muy ácida, con la grasa de la carne "madurada" por el ácido de la col. Se sirve con patatas cocidas por separado, a diferencia de la "Kapuśniak", en la que las patatas harinosas cortadas en pequeños dados se cocinan en la sopa. A la "kwaśnika" no se le añaden verduras, como por ejemplo zanahorias, pero si se hace, el plato se convierte entonces en una "kapuśniak", una receta que a veces se confunde con la de la "kwaśnica".
La "kwaśnica" elaborada con caldo de cabezas de pescado se come durante Nochebuena en la región de Żywiec . Tiene un sabor a pescado muy característico.